# Lorenzo Fasolo
Pour les articles homonymes, voir Fasolo.
Lorenzo Fasolo ou Lorenzo da Pavia (Pavie, 1463 - Gênes, 1518) est un peintre italien.

## Biographie
Lorenzo Fasolo né à Pavie en 1463, d'où son appellation Lorenzo da Pavia, est cité dans des documents entre 1487 - 1493.
En 1490, il figure sur la liste des peintres travaillant au château des Sforza à Milan à la décoration de la salle à l'occasion des mariages de Ludovic Sforza avec Béatrice d'Este et d'Alfred d'Este et Anne Visconti. Alors que, probablement dans les mêmes années, il peint certaines pièces du monastère Santa Clara à Pavie et crée le panneau de la Madonna della Misericordia, aujourd'hui au musée diocésain de Pavie.
En 1495, avec son fils Bernardino Fasolo, il déménage à Gênes où il réalise ses premières commandes auprès des églises génoises.
Au cours des premières années du XVIe siècle, il décore les chapelles de la cathédrale San Lorenzo en collaboration avec Ludovico Brea et Giovanni Barbagelata (1502).
En 1502, il travaille dans l'église Nostra Signora del Carmine e Sant'Agnese, en 1503 il décore la tribune du presbytère de l'église San Siro.
À Savone, il travaille dans l'église Nostra Signora della Consolazione où entre 1507 et 1508 il peint une Maestà et décore à fresque la chapelle Vincenzo Gustavino; en 1508 il réalise une autre Maestà pour l'église Sant'Agostino.
Lorenzo Fasolo meurt à Gênes en 1518, laissant inachevée l'œuvre Santi Sebastiano e Rocco et San Pantaleo au santuario Nostra Signora del Monte, polyptyque qui est achevé par son fils Bernardino.

## Œuvres
- Santi Siro e Rocco et Sebastiano, église San Siro, Bargagli[2],
- Madonna della Misericordia et Strage degli innocenti, fresque, santuario di Nostra Signora del Ponte, Lavagna,

Gênes
- Retable (1496), chapelle famille Cybo, église Santa Maria della Passione, Gênes
- Peinture (1498), chapelle San Francesco, église Nostra Signora del Carmine e Sant'Agnese,
- Fresques (1502), cathédrale San Lorenzo, en collaboration avec Ludovico Brea et Giovanni da Barbagelata
- Fresques (1503), chapelle, église Nostra Signora del Carmine e Sant'Agnese
- Fresques, Abbaye San Giuliano, en collaboration avec son fils Bernardino Fasolo
- Fresques, (1503), tribune du presbytère, église San Siro
- Santi Fabiano e Sebastiano tra i Santi Giovanni Battista e Sant'Antonio abate, oratoire de la famille Sauli
- Santi Sebastiano Rocco e Pantaleo (1518), polyptyque, Santuario della Madonna del Monte

Pavie
- Fresques, église Santa Clara.
- Madonna della Misericordia, retable, à l'origine à l'église Santi Giacomo e Filippo, actuellement au Musée diocésain de Pavie

Savone
- Maestà et fresques (1507 - 1508), église Nostra Signora della Consolazione
- Maestà (1508), église Sant'Agostino

Chiavari
- Compianto di Cristo (1508), monastère des Clarisses,
- Storia della vita di Gesù Cristo, monastère des Clarisses
- Madonna col Bambino, san Giovanni Battista e san Marco, fresque, lunette, église San Giovanni Battista
- Madonna del Buon Viaggio, retable, à l'origine à l'église San Nicolò dell'Isola, près de Sestri Levante, actuellement au Museo diocesano de Chiavari

À l'étranger
- Ancona rinascimentale (XVIe siècle), à l'origine à l'église San Vigilio de Lugano, actuellement au musée national suisse de Zurich
- Sacra Parentela (La Famille de la Vierge) (1513), Musée du Louvre[3],
- Genealogia della Vergine (1513), à l'origine à l'église San Giacomo de Savone, aujourd'hui au Louvre.